# Sant Llorenç Savall
Sant Llorenç Savall è un comune spagnolo di 2 061 abitanti situato nella comunità autonoma della Catalogna.